# Палилула (квартал, Белград)
Вижте пояснителната страница за други значения на Палилула.
Палилула (на сръбски: Палилула) е квартал на Белград, разположен в южната част на едноименната градска община Палилула на окръг Град Белград. Разположен в Банат на левия отсрещен за Белград бряг на Дунава.

## География
Югозападната историческа част на кв. Палилула (в охра на картата на квартала), опирайки до центъра на Белград, започва от парка „Ташмайдан“ и достига река Дунав, обхващайки източната част от Белградското пристанище. Оттам кварталът се простира по десния южен бряг на реката (в зелено, лилаво, синьо) и заема обширна част (в жълто) от левия северен бряг на Дунав.

Населението на квартала възлиза на 110637 души (2011) срещу 103 261 жители (2002). Етнически състав (2002):
- сърби – 89 918 души (87,07 %)
- цигани – 2138 души (2,07 %)
- югославяни – 1703 души (1,64 %)
- черногорци – 1435 души (1,38 %)
- македонци – 688 души (0,66 %)
- хървати – 656 души (0,63 %)
- мюсюлмани – 484 души (0,46 %)
- горани – 307 души (0,29 %)
- унгарци – 163 души (0,15 %)
- словенци – 136 души (0,13 %)
- албанци – 128 души (0,12 %)
- бошняци – 125 души (0,12 %)
- българи – 115 души (0,11 %)
- други – 321 души (0,26 %)
- недекларирали – 2559 души (2,47 %)

## История
Името си придобива по време на османското владичество. По онова време съществува забрана да се пуши в Белградската крепост (наричана Калемегдан) поради опасност от пожар и взрив на боеприпасите, съхранявани в нея. Пушачите излизали да пушат извън крепостта. На мястото за пушене, наричано Палилула, възниква белградско предградие. През ХІХ век Палилула е самостоятелно населено място, бивше предградие на Белград, с име Пали Лула.
Гаврил Занетов предава спомени на негови жители, които разказват за детски вражди на етническа основа в Ташмайдан между българчета от квартала с деца от съседния квартал Врачар. Занетов препредава спомените на Везенков, кореспондент на руски вестник, който разказва, че той като дете заедно с други българчета е водил жестока борба със сръбските деца от Врачар на етническа почва.